# 미스 (영화)
《미스》(영어: Miss)은 2020년 공개된 프랑스의 코미디 드라마 영화이다.

## 출연진

### 주연
- 알렉상드르 웨터 - 알렉스 역
- 파스칼 아르비요 - 아만다 역
- 이사벨 낭티 - 욜란드 역
- 디보 드 몽타렝버 - 롤라 역

### 조연
- 스테피 셀마 - 미스 파카 역

## 수상
- 2021년 제46회 세자르상 후보 신인남우상